# 藪川村
藪川村（やぶかわむら）は、昭和29年（1954年）まで岩手県岩手郡の東部に存在していた村。現在の盛岡市藪川にあたる。

## 沿革
- 明治22年（1889年）4月1日 - 町村制施行にともない、藪川村単独で村制施行し南岩手郡藪川村が発足。玉山村と組合村を形成。
- 1897年（明治30年）4月1日 - 郡の統合により南岩手郡と北岩手郡が合併し、岩手郡が復活[1]。岩手郡藪川村となる。
- 昭和29年（1954年）4月1日 - 玉山村・渋民村と合併して新制の玉山村となる。

## 行政
- 歴代村長

玉山・藪川組合村長